# Elaphocera ferreri
Elaphocera ferreri är en skalbaggsart som beskrevs av Lopez Colon och Plaza Lama 1989. Elaphocera ferreri ingår i släktet Elaphocera och familjen Melolonthidae. Inga underarter finns listade i Catalogue of Life.